# 1939 en droit
Cet article présente les faits marquants de l'année 1939 en droit.

## Événements

### Mars
- 14 mars : proclamation de l'indépendance de la Slovaquie par la Diète du Pays slovaque[1], sous la pression hitlérienne. Le 15 mars, Hitler envahit la partie tchèque de ce qui était la Tchécoslovaquie quelques jours plus tôt.

### Juin
- 24 juin : en France, le président du Conseil Édouard Daladier promulgue un décret-loi abolissant les exécutions capitales publiques.

### Août
- 23 août : signature du Pacte germano-soviétique entre le Troisième Reich et l'Union soviétique.

## Naissances
- 11 janvier : Richard Posner, juge à la Cour d'appel des États-Unis pour le septième circuit.
- 12 mars : Peter Hogg, avocat, écrivain, constitutionnaliste et expert juridique canadien, mort en 2020 à 80 ans.

## Décès
- 11 mai : Robert Piedelièvre, professeur de droit français (°27 février 1859).